# عنقودية أرغنية
عنقودية أرغنية (الاسم العلمي:Staphylococcus argensis) هي نوع من البكتيريا تتبع جنس العنقودية من فصيلة المكورات العنقودية.